# Ferenc Cakó

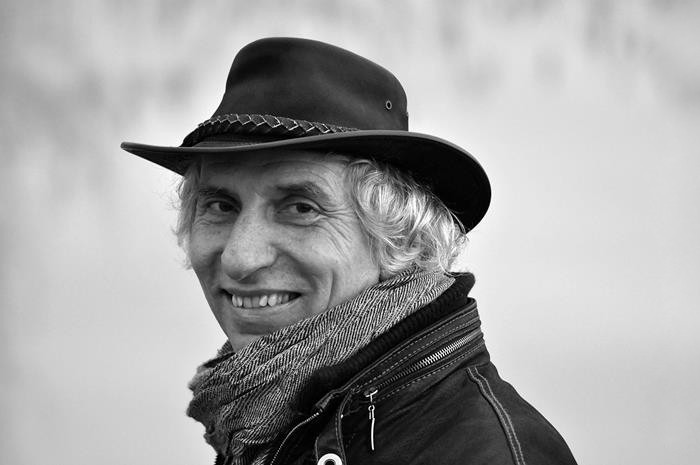
Ferenc Cakó (2006)

Ferenc Cakó [ˈfɛrɛnʦ ˈʦɒkoː] (* 18. November 1950 in Budapest, Ungarn) ist ein ungarischer Animationskünstler, Grafiker, Kinder- und Jugendbuch-Illustrator. Der Schwerpunkt seiner Arbeit liegt in der Knet- und Sandanimation surrealistischer Bildmotive.

## Leben und Werk
Ferenc Cakó absolvierte 1973 ein Studium an der Hochschule für kreative Künste und gewann schon während seiner Studienzeit diverse Auszeichnungen als Amateur-Trickfilmer. Nach seinem Abschluss arbeitete Cakó bis 1991 als Trickdesigner und Direktor der Pannónia Filmstudios. Er beschäftigte sich zunächst mit Puppen, Plastilin und Scherenschnitttechniken, bevor er sich für Sand als das Material seiner Wahl entschied.
Erste internationale Aufmerksamkeit erlangte der Animations-Allrounder 1982 mit seinem zweiminütigen Werk Ad astra auf dem Festival d’Animation Annecy, wo er den FIPRESCI-Preis gewinnen konnte. Fortan realisierte er nur noch Filmprojekte, die auf Basis eigener Drehbücher entstanden, wie seine 1994 auf der Berlinale prämierte Sandanimation Asche.
Cakó lehrt 3D-Animation an der Universität für Bildende Künste in Budapest. Er ist Leiter mehrerer Workshops, u. a. an der Filmakademie Baden-Württemberg, sowie Veranstalter diverser Live-Sandanimationen in der ganzen Welt.

## Auszeichnungen
- 1988: Internationale Filmfestspiele Cannes in der Kategorie „Bester Kurzfilm“ für Ab Ovo
- 1994: Internationale Filmfestspiele Berlin in der Kategorie „Bester Kurzfilm“ für Asche
- 2002: Trickfilmfestival Stuttgart – 2. Platz in der Kategorie „SWR-Publikumspreis“ für Kövek